# Marcell Driver (Politiker)
Marcell Josephus Itelius Friderikus Driver (* 30. April 1852 in Löningen; † 19. Oktober 1912 in Oldenburg) war ein deutscher Jurist und Politiker der Deutschen Zentrumspartei.

## Leben und Beruf
Driver entstammt einer angesehenen, seit dem 16. Jahrhundert nachweisbaren Juristenfamilie des Oldenburger Münsterlandes. Er war der ältere Sohn des Friesoyther Amtsrichters Franz Adam Philipp Driver (1813–1903) und dessen Ehefrau Sophia Bernhardine geb. Cordes (1825–1896). Sein jüngerer Bruder Franz Driver war ebenfalls als Politiker tätig und langjähriger Minister verschiedener Ressorts innerhalb verschiedener oldenburgischer Landesregierungen. Nach dem Besuch des Gymnasiums in Vechta (1875–1881) studierte er an den Universitäten Heidelberg, Berlin und Göttingen Rechtswissenschaft und schloss das Studium im April 1874 mit der Promotion ab.
Anschließend trat er in den oldenburgischen Staatsdienst und war zunächst bei der Staatsanwaltschaft in Varel sowie bei den Ämtern Oldenburg und Schwartau tätig. 1879 kam er als Regierungsassessor in das Departement des Innern, wurde 1881 zum Amtshauptmann in Brake ernannt und übernahm 1884 die Leitung des Amtes Friesoythe. 1888 wurde er als Regierungsrat wieder dem Departement des Innern zugeteilt und bearbeitete Fragen der sozialpolitischen Gesetzgebung. Am 1. Januar 1891 wurde er zum Vortragenden Rat befördert und übernahm das Dezernat für Handel und Gewerbe. Daneben wurde er 1893 Staatskommissar bei der Versicherungsanstalt des Herzogtums und 1906 stellvertretendes Mitglied des Aufsichtsrates der Oldenburgischen Landesbank. Am 20. Juli 1908 wurde er nach Differenzen mit Ministerpräsident Wilhelm Friedrich Willich über die Frage, ob in Oldenburg die Konfession bei der Beförderung der Beamten eine Rolle spiele, zur Disposition gestellt. Auslöser der Kontroverse war die Weigerung Willichs, Drivers Bruder Franz, der damals als Oberverwaltungsgerichtsrat tätig war, als Katholik zum Regierungspräsidenten des zu Oldenburg gehörenden Fürstentums Lübeck zu ernennen. Nach dem Rücktritt Willichs wurde Driver im November 1909 wieder in den Staatsdienst eingestellt und mit den Geschäften des Vorstandes des Statistischen Amtes beauftragt. Am 1. Juli 1912 wurde er zum Direktor der Oberversicherungsanstalt ernannt und starb wenige Monate später an den Folgen einer Blinddarmoperation. Driver gehörte als Zentrumsabgeordneter von 1910 bis 1912 dem Landtag an, legte sein Mandat aber nieder, als er zum Leiter der neuen Oberversicherungsanstalt berufen wurde.

## Familie
Driver war verheiratet mit Elisabeth geb. Achter (1867–1945), der Tochter des Kaufmanns Wilhelm Achter und der Wilhelmine geb. Buchholtz. Der Ehe entstammten eine Tochter und ein Sohn.